# 松山千春 スーパー・ベスト・コレクション
『松山千春 スーパー・ベスト・コレクション』（まつやまちはる スーパー・ベスト・コレクション）は、2005年10月19日にポニーキャニオンから発売された松山千春の企画ベスト・アルバム。

## 解説
本作はメーカー主導のベスト・アルバム。ポニーキャニオン在籍時に発売された全8枚のシングル（A・B両面）に、NEWSレコードから発売されたシングル「人生の空から」「長い夜」2曲をDISC.1に、ポニーキャニオン在籍時に発売された全4枚のオリジナル・アルバムから厳選された16曲をDISC.2に、完全オリジナル音源で収録されている。

## 収録曲
全曲　作詞・作曲：松山千春

### DISC.1
1. 旅立ち
  - 編曲：松井忠重
2. 初恋
  - 編曲：松井忠重
3. かざぐるま
  - 編曲：松井忠重
4. 銀の雨
  - 編曲：松井忠重
5. 時のいたずら
  - 編曲：清須邦義
6. 白い花
  - 編曲：清須邦義
7. 青春
  - 編曲：松井忠重
8. MY自転車
  - 編曲：清須邦義
9. 季節の中で
  - 編曲：清須邦義
10. 青春Ⅱ
  - 編曲：松井忠重
11. 窓
  - 編曲：清須邦義
12. 卒業
  - 編曲：松井忠重
13. 夜明け
  - 編曲：青木望
14. サイクリング
  - 編曲：清須邦義
15. 恋
  - 編曲：清須邦義
16. 帰ろうか
  - 編曲：青木望
17. 長い夜
  - 編曲：大原茂人
18. 人生の空から
  - 編曲：大原茂人

### DISC.2
1. 大空と大地の中で
  - 編曲：青木望
2. オホーツクの海
  - 編曲：青木望
3. 君のために作った歌
  - 編曲：青木望
4. 足寄より
  - 編曲：青木望
5. ためらい
  - 編曲：松井忠重
6. おやすみ
  - 編曲：松井忠重
7. 雨あがりの街
  - 編曲：松井忠重
8. こんな夜は
  - 編曲：清須邦義
9. 君が好きさ
  - 編曲：清須邦義
10. 雪化粧
  - 編曲：安田裕美
11. 歩き続ける時
  - 編曲：清須邦義
12. 街
  - 編曲：清須邦義
13. おいで僕のそばに
  - 編曲：清須邦義
14. あたい
  - 編曲：清須邦義
15. 生きがい
  - 編曲：青木望
16. 空を飛ぶ鳥のように野を駈ける風のように
  - 編曲：清須邦義